# Мертвец-убийца
«Мертвец-убийца» (более распространено ошибочное название «Смерть, которая убивает», фр. Le mort qui tue, также присутствует это ошибочное название в русском переводе романа "Фантомас - секретный агент" 1913) — французский немой фильм Луи Фейада. Это третий фильм в серии из 5 фильмов, снятых в 1913—1914 годах Луи Фейадом. Фильм является самой первой экранизацией романа Сувестра и Аллена «Мертвец-убийца» (1911).

## Сюжет

### Предуведомление
После взрыва виллы леди Бельтам, который устроил Фантомас, чтобы убежать от преследователей, Фандор оказался в больнице, а инспектор Жюв трагически погиб (хотя и тело его найдено не было). В главном квартале, совсем недалеко от Дворца правосудия, в ветхом доме, в своём магазине мамаша Тулуш, старьёвщица, но более всего скупщица краденого, вот уже несколько дней бранила своего слугу — умственно отсталого по прозвищу Дырявая башка, который не знал ничего, кроме своего имени. Там присутствовала вся банда Фантомаса, которая на этот раз занималась контрабандой.

### Первая часть: Драма на улице Норвен
Вечером, в своём ателье на Монмартре художник-керамист Жак Доллон был усыплён Фантомасом, а затем вошли другие люди в масках, неся соломенную корзину. Утром  рядом с молодым художником Жаком Доллоном находят тело баронессы де Вибре. По утверждению молодого человека, он был один, когда на него напали сзади и усыпили. Тем не менее рядом с жертвой находят письмо от Жака Доллона, где он просит баронессу посетить его дом. Инспектора подобное письмо наводит на размышление, да и к версии об усыплении инспектор отнесся недоверчиво, поэтому художника арестовывают. На следующий день Доллона находят задушенным в одиночной камере. Его сестра, приехавшая навестить брата (о его смерти она узнаёт чуть позже), просит показать ей тело. Инспектор провожает Элизабет в камеру и с ужасом узнаёт, что тело пропало. Элизабет не успокаивается и просит проводить её в дом покойного брата. Там она находит некий листок бумаги подозрительного содержания и решает сохранить его.

### Вторая часть: Расследование Фандора
Чтобы понять, как труп можно было вынести из одиночной камеры и это осталось ни кем незамеченным, Фандор дал закрыть себя во Дворце правосудия ночью, чтоб провести своё расследование. Между тем мамаша Тулуш пристроила Дырявую башку на чердаке дома. Оттуда Дырявая башка наблюдал за крышей Дворца правосудия и видел Фандора, спускавшегося с крыши. Фандор обнаружил мёртвую кровь Жака Доллона и в этот момент его Заметил Нибе (тюремный охранник и сообщник Фантомаса) с Дырявой башкой. Нибе хотел убить журналиста Фандора, но в это время его опередил Дырявая башка, столкнув Фандора в воду реки Сены. Фандор не ведал, что Дырявая башка по каким-то причинам пришёл спасти ему жизнь, но он теперь точно знал, как Жак Доллон мог покинуть Дворец правосудия.

### Третья часть: Ожерелье княгини
В доме сахарного магната Томери собралось всё светское общество Парижа на бал. Во время танца банкир Нантей как бы нечаянно наступил на подол туалета княгини Сони Данидофф. Княгиня отправилась к себе, чтоб поправить свой туалет. Но Нантей опередил её и, оказавшись в её комнате раньше, спрятался за шторами. Когда княгиня вошла к себе, Нантей напал на неё сзади и усыпил хлороформом. Затем снял с неё ожерелье и спустил его через окно, передав драгоценность своему сообщнику Нибе, работающего тюремным охранником. Дом Томери никто из гостей не успел покинуть. И когда обнаружилась кража ожерелья, Томери решил обыскать всех гостей. Но обыск не дал результатов, так как никто не знал, что преступник передал краденое ожерелье через окно своему сообщнику. К счастью для полиции, преступник на шее княгини оставил отпечаток пальцев. Однако, судя по криминалистической экспертизе, отпечаток принадлежит мёртвецу — Жаку Доллону.

### Четвёртая часть: Банкир Нантей
Три недели спустя в мае месяце в банке Нантея объявилась леди Бельтам.
Вот уже несколько месяцев акции Томери не переставали расти и это очень интересовало Нантея. Нантей отослал леди Бельтам к Томери с жемчужинами от украденного ожерелья княгини Данидофф. Томери узнал жемчуг из ожерелья, которое он подарил княгине. Было условлено о свидании по поводу крупной сделки, чтоб Томери выкупил остальные жемчужины из украденного ожерелья. Однако на месте встречи на Томери напали люди в чёрных масках, один из них задушил его перевязью комиссара полиции.

### Пятая часть: Элизабет Доллон
Элизабет Доллон нашла пристанище в пансионе Бурра в Отейе. После ограбления, которое происходит в точности, как в найденной у покойного записке, Елизабет решает поделиться своими подозрениями с Фандором и пишет ему письмо. В это время дежурный прерывает её, сообщая о том, что ей позвонили. На том конце провода никого не было. Пока Элизабет подходила к телефону, дежурный (сообщник Фантомаса) успел ознакомиться с содержанием письма и передаёт ему эту информацию. Ночью, когда все спали, Фантомас в сопровождении дежурного самолично пришёл найти документ, который он забыл у Жака Доллона. Они обыскивают комнату Элизабет, но, не найдя то, что искали (поскольку документ был спрятан в маленьком тайнике, о котором они не подозревали и не обращали на него никакого внимания), решаются избавиться от неё, положив возле неё газовый шланг, вытащенный из переносной газовой плиты и включив её. Утром Фандор, который успел получить письмо от Элизабет, пришёл к ней, однако, учуяв запах газа, врывается в комнату и спасает её. Элизабет сообщает Фандору, где искать листок бумаги с компрометирующей записью. Первой заботой Фандора было устроить Элизабет в надёжное место, затем по наводке юной девушки пойти и найти документ, оставленный Фантомасом. Но уйти из комнаты пансиона у него не получается, так как в это время вместе с хозяйкой приходят сообщники Фантомаса, представившиеся сотрудниками полиции. Фандор прячется в большой чемодан (вернее, в нижнюю секцию чемодана. которая, к его счастью, оказалась пуста), однако сообщники, понимая, что у них мало времени для тщательного обыска комнаты, скидывают всё, что посчитали нужным в верхнюю секцию чемодана и уходят, забирая чемодан с собой, не подозревая, что в нём находится журналист. После того, как преступники привезли чемодан в своё логово и оставили Фандора одного, он выбирается из своего укрытия и обнаруживает владельца сахарного завода Томери мёртвым. Вернувшись в редакцию, Фандор узнаёт о падении акций Томери и о том что тело Томери обнаружили в необитаемой квартире на улице Лекур. Задушен перевязью комиссара полиции, на которой найдены отпечатки Жака Доллона. Фандор сопоставляет эти события со странным списком, переданным ему Элизабет. Последним в этом списке оказывается банкир Нантей, что наводит Фандора на некоторые размышления.

### Шестая часть: Перчатки из человеческой кожи
В отделе Безопасности Фандор не смог собрать никакой новой информации по делу Томери. Позднее на улице к нему подходит бандит Дырявая башка, который ранее уже спасал ему жизнь, просит прикурить, а потом благодарит его, называя по имени. Журналисту это показалось подозрительным и он решил проследовать за этим странным человеком. Прибыв вместе с ним в контору комиссара Жюва, Фандор узнаёт в незнакомце покойного комиссара. Фандор показывает комиссару список, найденный у покойного художника, и Жюв рассказывает, что Нантей выкупил акции завода Томери, упавшие в цене после его смерти, а затем планирует их поддержать, в результате чего сколотит целое состояние, а затем исчезнет. Не откладывая ни минуты, комиссар и журналист идут к банкиру, чтобы поймать преступника. Во время рукопожатия комиссар сдёргивает кожу с руки банкира, оказавшуюся всего лишь перчаткой в виде снятой с руки Жака Доллона кожи, и рассказывает, что именно таким образом отпечатки пальцев покойного Жака Доллона оказывались на местах преступления. Казалось бы, что теперь Фантомас пойман, однако ему удаётся уйти через потайную дверь, воспользовавшись минутным замешательством своих преследователей. И на этот раз Фантомас, неуловимый Мэтр преступления, оказался на свободе.

## В ролях
- Жорж Мельхиор: Жером Фандор, журналист
- Рене Наварр: Фантомас / банкир банка Барбе-Нантей
- Эдмунд Бреон[фр.]: Инспектор Жюв / бандит «Дырявая Башка»[2]
- Рене Карл: Леди Белтам
- Джейн Фабер[фр.]: Княгиня Данидофф
- Нодье (актёр)[фр.]: Надзиратель Нибе
- Андре Люге[фр.]: Жак Доллон, художник, «мертвец-убийца»
- Луц-Морат[фр.]: Сахарозаводчик[3] Томери
- Фабьен Фабреже: Элизабет Доллон

## Название
Как и у романа, в русском языке есть несколько закреплённых переводов названия фильма. В отличие от книги, дословный перевод — «Смерть, которая убивает» («Le mort qui tue») встречается гораздо чаще, при этом слово «le mort» (фр. мертвец) переведено ошибочно как смерть. Второе книжное название — «Фантомас мстит» / «Месть Фантомаса» (Fantômas se venge) к этому фильму никогда не применялось, так как название появилось только в 1932 году, когда было выпущено новое издание романа.

## Музыка
В реставрированной версии музыкальный звукоряд представлен студией «Sonimage», звукорежиссёром выступил внук Луи Фейада Жак Шамбрё

## Другие фильмы серии
- 1913 — «Фантомас» / Fantômas
- 1913 — «Жюв против Фантомаса» / Juve Contre Fantômas
- 1913 — «Мертвец-убийца» / Le Mort Qui Tue
- 1914 — «Фантомас против Фантомаса» / Fantômas contre Fantômas
- 1914 — «Подставной судья» / Le Faux Magistrat